# Mario Bellatin
Mario Bellatin (Mexico-Stad, 23 juli 1960) is een Peruviaans-Mexicaans schrijver van romans.

## Levensloop
Bellatin werd in Mexico geboren en groeide op in Peru als zoon van Peruviaanse ouders. Hij studeerde twee jaar theologie aan het seminarie Santo Toribio de Mogrovejo en studeerde daarna af aan de universiteit van Lima. In 1987 vertrok hij naar Cuba, waar hij filmscenario studeerde aan de Internationale Hogeschool voor Film en Televisie in San Antonio de los Baños, een voorstad van Havana.
Bij zijn terugkeer in Mexico in 1995 werd hij directeur van de faculteit van literatuur en geesteswetenschappen van de Universidad del Claustro de Sor Juana in Mexico-Stad. Van 1999 tot 2005 was hij lid van het Sistema Nacional de Creadores (nationaal systeem voor kunstenaars). Daarna werd hij directeur van de Escuela Dinámica de Escritores (dynamische school van schrijvers).
Zijn werk is wereldwijd bekend en werd vertaald in bijvoorbeeld het Engels, Frans en Duits. Hij wordt gezien als een belangrijke stem in de wereld van Spaanstalige fictie, vanwege zijn experimentele en gefragmenteerde manier van schrijven, waardoor hij realiteit en fantasie door elkaar vlecht. Sinds zijn geboorte mist hij een deel van zijn rechterarm, wat in zijn werk tot uiting komt met de opvoering van karakters die lichamelijk misvormt zijn of een onzekere seksuele identiteit hebben.
In The New York Times wordt Bellatin als volgt geciteerd: "Literatuur is voor mij een spel, een zoektocht naar manieren om door grenzen heen te breken. Maar in mijn werk zijn mijn regels niet altijd duidelijk, de darmen liggen open en wat je ziet is het eten dat werd gekookt." Alonso Cueto schreef over hem: "Er bestaat in Peru een nieuwe generatie schrijvers die wil breken met de gebruikelijke schrijfvorm van realistische romans. Iván Thays en Mario Bellatin zijn de leermeesters in deze groep jonge schrijvers."

## Erkenning
- 2008: Premio Mazatlán de Literatura voor El gran vidrio
- 2002: Guggenheim-beurs
- 2000: Finalist van de Prix Médicis, voor de beste in Frankrijk gebpubliceerde buitenlandse roman
- 2000: Premio Xavier Villaurrutia voor zijn roman Flores